# Джисабуро Одзава
Джисабуро Одзава (на японски: 小沢 治三郎) е японски вицеадмирал от Императорския военноморски флот на Япония, участвал във Втората световна война. Той е последният главнокомандващ на Обединения флот. Считан е от много военни историци за един от най-талантливите японски офицери.

## Биография
Одзава е роден на 2 октомври 1886 г. в окръг Кою, префектура Миядзаки. Завършва Военната академия на Императорския флот през 1909 г. Завършва курсантската си служба на борда на крайцерите „Соя“ и „Касуга“ и броненосеца „Микаса“. На 15 декември 1910 г. е произведен в мичман втори ранг, на 1 декември 1912 г. е повишен на младши лейтенант, а на 13 декември 1915 г. е вече лейтенант.
Като мичман служи на разрушителя „Араре“, линейния крайцер „Хией“ и броненосния крайцер „Читосе“, а като лейтенант служи на „Кавачи“ и „Хиноки“. Специализира в торпедните тактики. След като завършва Военноморския военен колеж през 1919 г. и произведен в капитан трети ранг на 1 декември 1921 г., на него е поверено командването на разрушителя „Таке“. Впоследствие командва „Шимакадзе“ и „Асакадзе“. През 1925 г. служи като началник торпедист на борда на линейния крайцер „Конго“.
Одзава служи на различни позиции в периода 1925 – 1933 г., с изключение на 1930 г., когато е изпратен да изучава военноморските бойни стратегии, тактики и екипировка в САЩ и Европа. На 1 декември 1930 г. е повишен на капитан, а на 15 ноември 1934 г. му е поверено командването на тежкия крайцер „Мая“, а на следващата година – на лекия крайцер „Харуна“.
На 1 декември 1936 г. Одзава е повишен на контраадмирал и продължава да служи на различни позиции, включително и като началник-щаб на Обединения флот през 1937 г. и началник на Императорската военноморска академия. На 15 декември 1940 г. е повишен на вицеадмирал.
Одзава е един от водещите застъпници на военноморската авиация в Императорския военноморски флот на Япония. Той е първият висш офицер, препоръчал японските самолетоносачи да се организират във въздушен флот, така че да могат да се обучават заедно.
След нападението над Пърл Харбър, на Одзава са възложени японските военноморски операции в Южнокитайско море като главнокомандващ на 1-ви южен експедиционен флот, поддържащ нахлуването в Британска Малая. В началото на 1942 г. флотът му участва в операциите на Ява и Суматра. След това командва успешните набези срещу търговски кораби при настъплението в Индийския океан.
На 11 ноември 1942 г. Одзава е назначен за главнокомандващ на 3-ти флот, подкрепяйки авионосното съединение на вицеадмирал Чуичи Нагумо. Одзава се доказва като агресивен и вещ командир, но е затруднен от численото и технологичното превъзходство на САЩ в битката за Филипинско море от 19 – 20 юни 1944 г., която се оказва изключително голям успех за американците. След битката Одзава се оттегля на Окинава, където подава оставката си. Тя, обаче, не е приета. Стратегическият план на Одзава за битката предвижда понижаване на излагането на японските самолетоносачи чрез провеждане на въздушни удари по американските кораби от голямо разстояние (възползвайки се от по-големия обсег на японските самолети в сравнение с американските). Това решение, както и агресивността на американския адмирал Марк Митшър, представляват главната причина за повечето американски самолетни загуби в битката.
През октомври 1944 г., останалите кораби на Одзава се сражават в битката в залива Лейте срещу силите на адмирал Уилям Холси. Макар той да е най-старши в битката, на Одзава не е предоставено командването, тъй като японският боен план включва жертването на силите му като примамка, така че адмирал Такео Курита да премине протока Сан Бернардино и свободно да атакува десантните сили на генерал Дъглас Макартър при плажовете на Лейте. Все пак, Одзава изиграва ролята си интелигентно и професионално до края, макар флотът му да приключва бойната си служба, тъй като самолетоносачите му остават без самолети и без летци. Въпреки че губи много кораби, включително и флагманския „Дзуйкаку“, Одзава оцелява битката с повечето от корабите си.
На 29 май 1945 г. приема позиция в генералния щаб на Императорския флот и служи като последен главнокомандващ на флот до края на войната през септември 1945 г. Отказва предложение да бъде повишен до адмирал и остава вицеадмирал до окончателното разпадане на Императорския флот.
Одзава, наричан „Гаргойлът“ от подчинените си, е изключително висок (2 метра) за японец и същевременно е считан за един от най-грозните адмирали във флота. Слави се с репутацията си на смел и състрадателен лидер пред хората си.
Джисабуро Одзава умира на 9 ноември 1966 г.